# True Men Don't Kill Coyotes
Singles de Red Hot Chili Peppers
True Men Don't Kill Coyotes
(1984) Get Up and Jump
(1984)
True Men Don't Kill Coyotes est une chanson des Red Hot Chili Peppers. C'est la toute première chanson que le groupe sort en single, elle est extraite de leur premier album The Red Hot Chili Peppers et sort dans les bacs en 1984. Comme ce premier album était aussi le pire du groupe californien, le single est passé relativement inaperçu. De plus, contrairement aux autres chansons de l'album qui sont très énergiques, celle-ci est plutôt terne. Ceci est dû au fait qu'elle a été écrite par Anthony Kiedis, Flea, Jack Sherman et Cliff Martinez; Hillel Slovak et Jack Irons, membres d'origine du groupe, ne comptent pas parmi les auteurs de la chanson, à l'époque ils étaient engagés avec leur autre groupe What Is This?.
On retrouve cette chanson sur les versions CD et DVD de What Hits!?.